# Your name. (roman)
your name. (君の名は。 Kimi no Na wa.?) este un roman japonez scris de Makoto Shinkai⁠(d). Este o adaptare a filmului cu același nume, care a fost regizat de Shinkai. A fost publicat în Japonia de Kadokawa pe 18 iunie 2016, o lună înaintea premierei filmului. O viitoare traducere în limba română a fost anunțată pe 19 septembrie 2024 de editura Alice Books.
Pe 1 august 2016, a fost publicat un roman intitulat your name. Another Side: Earthbound, scris de Makoto Shinkai și Arata Kanoh, care prezintă evenimentele originale din prespectiva prietenilor și familiei lui Mitsuha.
Pe 23 august 2016 a fost lansat primul volum a unei adaptări manga, cu ilustrații de Ranmaru Kotone, iar începând cu iulie 2017, pe aplicația Cycomics, a început serializarea manga your name. Another Side: Earthbound, scrisă de Arata Kanou și ilustrată de Junya Nakamura.